# Masculinité

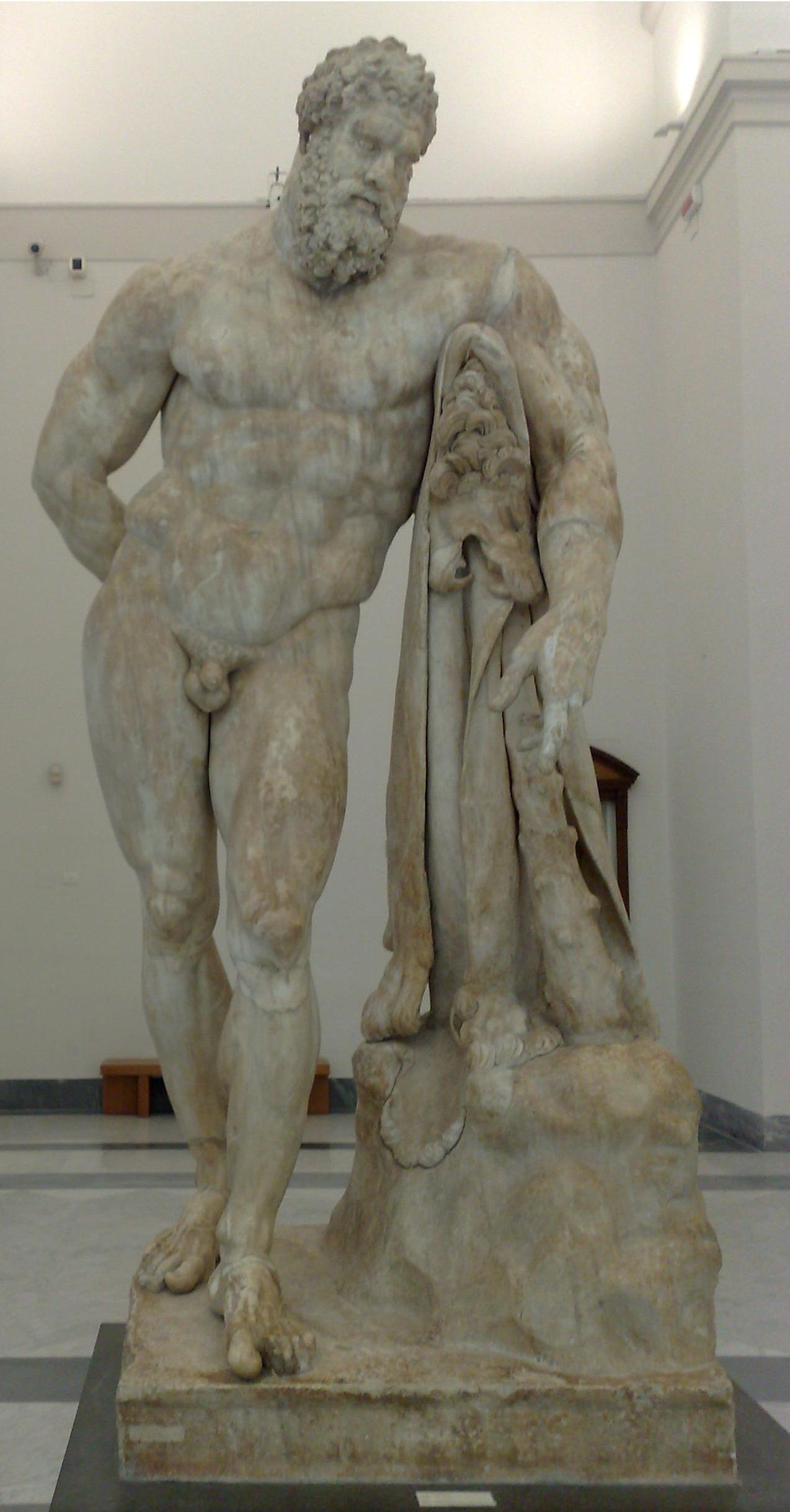
Hercule, dont le nom est synonyme d'archétype des critères de la masculinité.
Hercule Farnèse, IIIe siècle, musée archéologique national de Naples.

La masculinité est un « ensemble d'attributs, de comportements et de rôles associés aux garçons et aux hommes ». La masculinité reste cependant à distinguer de la définition du sexe biologique mâle,.
Les études portant sur les masculinités les définissent plutôt comme « ce que les hommes sont supposés être », c'est-à-dire comme les caractéristiques corporelles, comportements et manières de penser que l'on attend d'un individu assigné homme dans l'espace social. Ces attentes ne sont pas les mêmes pour tous et varient avec le temps, c'est pourquoi on préfère parler des masculinités au pluriel, insistant ainsi sur le caractère évolutif, multiple et parfois contradictoire des modèles sociaux proposés aux hommes.
Les études sur les hommes et les masculinités (Men's Studies) replacent ces modèles sociaux dans le cadre des rapports de pouvoir liés au genre. La notion de « masculinité hégémonique », développée par la sociologue australienne Raewyn Connell dans son ouvrage Masculinities (1995, 2005), désigne ainsi « la configuration des pratiques de genre visant à assurer la perpétuation du patriarcat et la domination des hommes sur les femmes ».

## Description
Les qualités et les rôles masculins sont ceux considérés comme typiques, appropriés et attendus de la part des garçons et des hommes. Le concept de masculinité varie historiquement et culturellement. Par exemple le dandy était considéré comme un idéal de masculinité au XIXe siècle et est considéré comme efféminé suivant les normes modernes.
L'étude académique de la masculinité a fait l'objet d'une attention accrue à partir de la fin des années 1980 et au début des années 1990, le nombre de cours sur le sujet aux États-Unis passant de 30 à plus de 300. Cet intérêt a suscité des recherches sur l'intersection de la masculinité avec d'autres axes de discrimination sociale et des concepts d'autres domaines, tels que la construction sociale de la différence entre les sexes (qui prévaut dans un certain nombre de théories philosophiques et sociologiques).
Les hommes et les femmes peuvent présenter des traits et des comportements masculins. Ceux qui présentent à la fois des caractéristiques masculines et féminines sont considérés comme androgynes, et les philosophes féministes ont soutenu que l'ambiguïté du genre peut brouiller la classification du genre.
Le genre masculin, en tant que rôle et privilège social, a la particularité de connaître une certaine « fragilité », c'est-à-dire qu'il est souvent assortie d'une crainte de ne pas être à la hauteur des standards de la société, laquelle motive des comportements compensatoires afin d'atteindre une masculinité plus authentique.

## Historique

### Les mouvements d'hommes pro-féministes
Parallèlement aux mouvements féministes américains des années 1970 est apparu un mouvement militant d’hommes favorables aux revendications féministes. « Ces groupes soutiennent les efforts qui promeuvent l’égalité entre les femmes et les hommes, dans tous les secteurs de la société. » Ces groupes d’hommes dits « pro-féministes » naissent un peu partout aux États-Unis, et le plus connu est très certainement le National Organization for Men Against Sexism (NOMAS). Il se définit lui-même comme une « organisation activiste pro-féministe, attentive aux propositions des mouvements gays (gay-affirmative), antiraciste, qui a soulevé des questions de justice sociale ». Et, à l’instar des mouvements féministes, ces mouvements pro-féministes vont faire naître un nouveau champ d’investigations activiste dans les universités américaines, les men’s studies.
Dans sa thèse de doctorat, « De l'ennemi principal aux principaux ennemis : position vécue, subjectivité et conscience masculines de domination », soutenue en 2007, Léo Thiers-Vidal définit les conditions par lesquelles les hommes peuvent cesser d'opprimer les femmes. Il s'est investi dans le mouvement féministe au milieu des années 1990.
Dans Des hommes justes publié en 2019, Ivan Jablonka définit les rapports entre masculinités et justice de genre.

### Lesmen's studies
Les men's studies (en) (parfois appelées en français « études sur la condition masculine ») ont été fondées par des groupes d'hommes pro-féministes en réplique militante aux mouvements d'hommes qui, dans les années 1970, estimaient que le féminisme était « allé trop loin ». Elles se sont développées dans plusieurs universités américaines dans les départements d'études de genre aux côtés des women's studies, autour de revues comme Men and Masculinities et The Journal of Men's Studies.
On doit aux sociologues américains Michael Kimmel et Michael A. Messner le premier ouvrage portant sur les masculinités en tant qu'identités de genre construites socialement (Men's Lives, 1989). C'est un succès éditorial aux États-Unis où il a déjà été réédité neuf fois. En 1995, la sociologue australienne Raewyn Connell publie son ouvrage Masculinities (seconde édition revue en 2005) où elle définit le concept de masculinité hégémonique. En France, les études sur les masculinités se développent particulièrement depuis les années 2000 (Daniel Welzer-Lang, Anne-Marie Sohn, Corbin, Mélanie Gourarier, Vörös, Rebucini).
Pour la plupart des auteurs de cette pensée (Messner, 2007, Connell, 2005), les masculinités sont le fruit d’un apprentissage social (social learning). Cet apprentissage social — cette socialisation — repose sur la performativité du genre (Judith Butler, 2006), performativité qui elle-même repose sur des normes la conditionnant.

« Il n’y a pas de lieu, dans la société, qui échapperait aux normes de genre. Les hommes sont perçus comme "normaux" quand ils accomplissent (perfom) de manière répétée des gestes et des postures comme l’agilité, la dureté, le stoïcisme émotionnel, la domination et l’hétérosexualité. […] La répétition est la clé ; les identités, construites de manière fragile et provisoire, doivent être répétées pour être renforcées. »

## La «masculinité hégémonique»
Ce concept développé par la sociologue australienne Raewyn Connell est une transposition au domaine des gender studies de celui d'hégémonie culturelle forgé par le philosophe Antonio Gramsci.
Dans ses Cahiers de prison, Gramsci définit l'hégémonie comme une forme de domination fondée sur « la combinaison de la force et du consentement qui s'équilibrent de façon variable, sans que la force l'emporte par trop sur le consentement, voire en cherchant à obtenir que la force apparaisse appuyée sur le consentement de la majorité ». Le concept d'hégémonie insiste ainsi sur les mécanismes qui expliquent le consentement des dominés au système dans lequel ils et elles ont une position subordonnée. Il permet également de penser les rapports de pouvoir dans un cadre évolutif, comme le résultat de processus historiques, et donc susceptibles d'être remis en question.
La transposition du concept d'hégémonie aux études de genre a permis la formulation du concept de masculinité hégémonique, qui apparaît pour la première fois dans des travaux de sociologie de l'éducation australiens des années 1980. Il est formalisé dans un article théorique de 1985, puis par l'un des trois auteurs, la sociologue australienne Raewyn Connell, dans son ouvrage Masculinities (1995, 2005).
Connell explique que, dans l’imaginaire collectif, la masculinité est uniforme, fixe : « Dans l’idéologie populaire, la masculinité est souvent considérée comme une conséquence naturelle de la biologie masculine. Les hommes se comportent de telle manière à cause de la testostérone, ou des gros muscles, ou du cerveau mâle. D’un commun accord, la masculinité est fixée. » Pourtant, cette croyance n’est selon elle qu’illusion, les masculinités ne sont pas fixes, elles « n’existent pas antérieurement à l’action sociale, mais commencent à exister en même temps que les gens agissent ».
Si les modèles de masculinité varient à travers l'histoire, plusieurs modèles coexistent également au sein d'une même société. Ils diffèrent notamment en fonction de l'appartenance de classe, de race et de génération. Alors que certains modèles de masculinité peuvent être perçus comme « positifs », d'autres peuvent être déconsidérés en raison de marqueurs sociaux perçus comme des stigmates (Goffman).
Parmi les masculinités, la « masculinité hégémonique » désigne « la configuration des pratiques de genre visant à assurer la perpétuation du patriarcat et la domination des hommes sur les femmes », elle insiste en précisant qu'il s'agit par ailleurs d'une stratégie jugée la plus acceptable à un moment donné pour maintenir le patriarcat. Elle constitue le modèle de masculinité perçu, à un moment donné de l'histoire et dans un contexte social spécifique, comme le « meilleur modèle de masculinité ». Le concept de « masculinité hégémonique » permet ainsi de penser les rapports de domination entre hommes et femmes, mais aussi les rapports de pouvoir entre hommes et les hiérarchies entre les masculinités. Les individus relevant des masculinités « complices » « subordonnées » ou « marginales » contribuent à leur manière à renforcer la position dominante du modèle de « masculinité hégémonique ». Dans la lecture critique du concept de masculinité hégémonique, Demetrakis Z. Demetriou précise que la masculinité hégémonique est en réalité un bloc hybride « qui se reconfigure en continu par hybridation ». Cette hybridation passe aussi par des emprunts aux masculinités « subordonnées », « marginales » voire « complices ». Les relations de celles-ci avec la masculinité hégémonique n'étant donc pas unilatérales.
L’expression de la misogynie et de l’homophobie est souvent le témoin de l’adhésion au modèle de masculinité hégémonique et même, selon Pascale Molinier, va en devenir une composante : « Homophobie et domination des femmes sont les composantes de la virilité ». Daniel Welzer-Lang définit l’homophobie comme « la discrimination envers les personnes qui montrent, ou à qui l’on prête, certaines qualités (ou défauts) attribuées à l’autre genre ». En outre, les propos et les blagues sexistes et homophobes ont, selon Rémi Richard « un rôle éducatif : celui de remettre en ordre le genre, celui de punir et de prévenir les écarts au "bon" genre, celui de bétonner les frontières entre masculin et féminin » ; la gauloiserie ferait ainsi partie de l'identité française.

## Masculinité contre féminité ou masculinités plurielles?
Pierre Bourdieu souligne que la masculinité et la féminité ne peuvent pas être pensés de manière séparée. Pour lui, c’est avant tout dans l’opposition avec le féminin que le masculin peut se construire et s’exprimer : « La virilité […], est une notion éminemment relationnelle, construite devant et pour les autres hommes contre la féminité, dans une sorte de peur du féminin, et d’abord en soi-même ». Et encore une fois le travail « au corps » et la socialisation sont au centre des processus de virilisation. Bourdieu parle d’un « travail psychosomatique » appliqué aux garçons qui « vise à les viriliser, en les dépouillant de tout ce qui peut rester en eux de féminin ». Et c’est par ce travail psychosomatique de virilisation ou de féminisation des corps que les phénomènes de dominations obtiennent une apparente légitimité biologique ; « La masculinisation du corps masculin et la féminisation du corps féminin, […] déterminent une somatisation de la relation de domination, ainsi naturalisée ». Dans cette optique, la féminité est l’antithèse de la masculinité ; être une femme consiste alors à ne pas être un homme et être un homme c’est avant tout refuser tout attribut « naturellement » féminin. Masculinité et féminité doivent être pensés de manière relationnelle comme le fruit d’un « travail de construction diacritique, à la fois théorique et pratique […] ».
Cette conception de la masculinité s'appuie sur une conception binaire des identités de genre, que Bourdieu observe dans un ensemble très large de représentations sociales. Dans La Domination masculine, il montre comment les oppositions binaires entre le froid et le chaud, l'humide et le sec, qui recoupent les caractéristiques traditionnellement attribuées au féminin et au masculin, constituent une structure fondamentale de la pensée humaine.
Toutefois, la pensée qui oppose traditionnellement le féminin au masculin est actuellement critiquée par le mouvement en faveur des transidentités et les théories queer, qui revendiquent la fluidité des identités et l'autodéfinition. L'existence des personnes intersexes (qui ont des caractéristiques biologiques relevant des deux sexes), des personnes trans (dont l'identité de genre ne correspond pas à celle qui leur est assignée à la naissance par leur sexe biologique) et des personnes non binaires (qui ne souhaitent pas se définir comme masculin ou féminin), remet en question la binarité de la division de l'humanité en deux genres distincts. Pour des théoriciennes comme Judith Butler, le genre est performatif, c'est-à-dire que c'est avec des pratiques sociales, qui sont aussi des pratiques discursives, que l'on définit son genre, indépendamment de son assignation biologique. D'après ces théories, on distingue ainsi les masculinités cis* des hommes dont l'identité de genre est conforme à celle attribuée à la naissance d'après leur sexe biologique, et les masculinités trans* des personnes qui s'identifient comme masculines en dépit d'attributs biologiques considérés comme féminins. Il en est de même pour les féminités. Par ailleurs, il a été montré que les masculinités ne relevaient pas uniquement des hommes, Jack Halberstam dans son ouvrage Female Masculinity soulignant l'apport des femmes dans la diversité des expressions de genre.
Ces théories sont actuellement vivement critiquées par des mouvements tels que le mouvement évangéliste au Brésil, ou des mouvements catholiques en France.

## Masculinité positive
La masculinité positive est un ensemble de caractéristiques ou de comportements qui préviennent la violence sexiste. L'Organisation des Nations unies a lancé un projet intitulé « la masculinité positive et comportement ». Ce projet cherche à promouvoir la masculinité positive en matière d’égalité des sexes afin d’induire des changements au sein des institutions locales publiques dirigées pour la plupart par des hommes. La promotion de la masculinité positive permettrait à la majorité silencieuse des hommes, qui s'opposent aux pratiques et aux comportements préjudiciables, de s’exprimer et agir pour mettre fin à la violence contre les femmes et les filles. Dr Lucien Manga, représentant de l'OMS en République du Congo, a déclaré :

« Pour lutter contre l'inégalité et les préjugés à l'égard des femmes dans la vie quotidienne, il est nécessaire de redéfinir la masculinité et de faire prendre conscience de ce à quoi peut ressembler un homme fort sur le lieu de travail ou dans la communauté. »

## Culture
Les comportements masculins ou les valeurs associés à la masculinité sont pour certains très variables selon les époques et les sociétés. Cette variation des attributs attendus dans le temps et l'espace, avec parfois la coexistence de plusieurs modèles, renforcent l'idée de l'existence de plusieurs masculinités. En Afrique en particulier, une analyse intersectionnelle intégrant le facteur générationnel en montre la multiplicité, le modèle imposé initialement par la colonisation s'hybridant avec des approches d'origine plus locales.

### Guerre et armée
La guerre est traditionnellement une activité liée à la masculinité aussi bien au niveau des pratiques sociales que des représentations collectives associant guerre et virilité. Dans les pays qui pratiquent la conscription, les hommes sont majoritairement appelés sous les drapeaux : soit les femmes sont exemptés soit elles bénéficient d'une période d'engagement plus courtes. Au sein des armées professionnelles, les engagés sont majoritairement des hommes.
R. Brian Ferguson a effectué une étude longitudinale et comparatiste sur le phénomène guerrier dans différentes sociétés humaines. Il arrive à la conclusion que la guerre est une donnée quasiment universelle au sein des sociétés humaines. Mais pourquoi la guerre est-elle si étroitement associée aux hommes ? Est-elle une expression de la nature masculine ou un produit de la culture ? Ferguson intègre les connaissances interculturelles antérieures sur la ségrégation des rôles fondée sur le sexe dans un cadre analytique qui tient compte à la fois du fait que la guerre est une affaire d'hommes et des nombreuses exceptions et variations. En raison d'une division du travail fondée sur le sexe, apparaît une définition sociale du travail masculin dans les sociétés humaines et qui favorise les personnalités masculines. La masculinité est culturellement antérieure à la guerre selon Ferguson, mais elle est adaptée au combat lorsque la guerre est présente, puis elle façonne puissamment la guerre et est façonnée par elle. Les cas ethnographiques et les statistiques ethnologiques montrent que la socialisation de la masculinité militaire est omniprésente dans les sociétés qui font la guerre, mais qu'elle varie quant à la signification de la masculinité et quant à la participation des femmes à la guerre et à la manière dont elles y participent.

### Sport et construction de la masculinité
La pratique sportive est très certainement l’un des symboles les plus convaincants de la masculinité hégémonique. Parce qu’ils mettent directement en jeu le corps, les sports, « semblent constituer véritablement une maison des hommes, un lieu de production incontournable de La masculinité ».

« Alors que la force physique a perdu beaucoup de son importance dans le maintien des idéologies de supériorité masculine dans la plupart des institutions, la puissance brute proprement dit (que de nombreux sports exigent) demeure encore perçue comme une preuve matérielle et symbolique de l’ascendance biologique des hommes. Ainsi les hommes peuvent prétendre que leurs performances sportives seront toujours plus rapides, plus hautes, plus longues et plus fortes que celles des femmes. »

### Mode et vêtements
En occident, la mode masculine moderne avec ses traits caractéristiques (coupes droites ou cintrées, couleurs sombres, costume) est apparu au début du XIXe siècle en Angleterre.
Après la Révolution française l'excès vestimentaire a été considéré comme un signe de l'aristocratie décadente que le soulèvement visait à éliminer. L'homme britannique du début du XIXe siècle abandonne les broderies, le satin et la dentelle au profit de tissus unis et de couleurs basiques (pantalons noirs, manteaux bleus, gilets blancs). La silhouette masculine a également évolué vers une coupe légèrement plus révélatrice, avec des pantalons épousant plus étroitement les jambes, des manteaux cintrés à la taille.
Les manuels d'étiquette indiquent le type de collier, de chapeau, de textile, de couleur et de forme de manteau qui conviennent à différentes occasions. Ainsi, la queue-de-pie était considérée comme la tenue de rigueur pour les soirées officielles, tandis que la redingote, dont la jupe était évasée, était réservée à la journée. Le complet-veston a été introduit comme alternative pour les occasions moins formelles et reste aujourd'hui la forme de base de tout costume d'affaires. La veste de smoking a également fait son apparition vers la fin du siècle comme une alternative moins formelle à la queue-de-pie.
L'interaction entre formalité et informalité dans les masculinités historiques est également évidente avec l'introduction des vêtements de sport à la fin du XIXe siècle lorsque des pièces telles que la veste Norfolk et le pantalon aux genoux (knickers) ont été introduites dans la culture masculine.
Ces codes ont été remis en cause à partir des années 1960. La « révolution du paon » (Peacock Revolution) est le terme utilisé pour désigner le changement radical de l'esthétique masculine dans les années 1960. Alors qu'auparavant, les vêtements pour hommes étaient plutôt sédentaires, sobres et reflétaient une masculinité classique, le nouveau style vestimentaire des années 1960 comprenait des couleurs vives, des motifs, une pléthore de tissus ; en général, les hommes expérimentaient avec l'esthétique visuelle. Les artistes musicaux tels que les Beatles, Elvis Presley et David Bowie ont introduit les cheveux « longs », le glamour.
Au Ghana, coexistent deux modèles de masculinité, celui du Rough boy, un modèle incorporant de nombreux stéréotypes de la masculinité hégémonique, opposé au Properboy, où la masculinité vise à l'obtention du pouvoir par la respectabilité et la reconnaissance par les pairs, dans un cadre religieux. Les premiers s'habillent « à la mode », tandis que les seconds privilégient chemise blanche, costumes sombres et chaussures cirées.

## Masculinisme et autres approches de valorisation des identités traditionnelles
Selon Paul-Edmond Lalancette, les caractéristiques plus spécifiques associées à l'homme (dans une majorité des sociétés, notamment celles occidentales et modernes) seraient : la créativité, la rationalité, l'entraide, la concentration, l'endurance, la force physique, la détermination, la planification, l'habileté, le courage, l'agressivité et l'intelligence.

## Crise de la masculinité
La crise de la masculinité est une conception qualifiant un ensemble de doutes et de remises en cause qu'auraient à subir les hommes occidentaux depuis quelques décennies, en particulier depuis la libération sexuelle et la libération de la femme qu'auraient permises la généralisation de la contraception et la légalisation de l'avortement dans certains pays. Ces mouvements auraient entraîné une redéfinition dialectique du rôle social des individus de sexe masculin à l'origine d'une évolution des normes attachées à la virilité et la paternité, notamment.

## Masculinité toxique
La prise de conscience monte dans les pays anglo-saxons que la « masculinité toxique », lorsqu'elle se combine avec une mise à disposition généralisée des armes à feu (surtout aux États-Unis), provoque des tueries répétées de jeunes adultes. À la suite de tueries similaires, l'Australie (à la suite de la tuerie de Port-Arthur) et le Royaume-Uni (avec la tuerie de Dunblane) ont mis fin au problème par recours législatifs.
L'historien Ivan Jablonka définit les « pathologies de la masculinité » : violences, discriminations, voire crimes.

## Masculinités non hétérosexuelles
Les hommes non hétérosexuels se trouvent pris dans une position ambiguë par rapport à la masculinité hégémonique, car leurs divergences ou fluidités de sexualités entraînent régulièrement une relation différente à leur identité de genre. Les hommes qui ont des relations sexuelles entre eux peuvent ainsi se créer des formes hybrides de masculinité, en combinant des éléments issus de la représentation sociale de la norme avec des aspects issus des cultures queer, afin de trouver une sorte de compromis ou de juste milieu entre d'un côté l'intérêt de conserver un accès au privilège patriarcal et de l'autre le désir d'être reconnus comme des membres légitimes de leurs communautés non hétérosexuelles. Un exemple de ce type de jeu avec les identités est la valeur qu'attribuent les utilisateurs des applications de rencontre en ligne masculines à la « discrétion », en fonction de leur contexte géographique et sociaux.

#### Ouvrages
- Pierre Bourdieu, La Domination masculine, Paris, Seuil, 1998.
- Françoise Héritier, Masculin-féminin. La pensée de la différence, Odile Jacob, 1996.
- Élisabeth Badinter, XY, de l'identité masculine, Paris : O. Jacob, 2004.
- Butler, J. (2009). Ces corps qui comptent. De la matérialité et des limites discursives du « sexe ». Paris: Éditions Amsterdam.
- Butler, J. (2006). Trouble dans le genre. Le féminisme et la subvertion de l'identité. Paris: La Découverte.
- Connell, R. W. (2024). Des masculinités. Hégémonie, inégalités, colonialité. Paris: Petite Bibliothèque Payot (ISBN 9782228929325)
- Connell, R. W. (2004). « Les armes et l'homme: comment la nouvelle recherche sur la masculinité permet de comprendre la violence et de promouvoir la paix dans le monde d'aujourd'hui ». Dans R. Connell, I. Breines, & I. Eide, Rôles masculins, masculinités et violence (p. 21-35). Paris: UNESCO.
- Connell, R. W. (2000). Masculinités et mondialisation. Dans Welzer-Lang, Nouvelles approches des hommes et du masculin (p. 195-219). Toulouse: Presses universitaires du Mirail.
- Connell, R. W. (2000). The men and the boys. Cambridge: Polity Press.
- Alain Corbin et Jean-Jacques Courtine, Histoire du corps, Ed. du Seuil, 8 octobre 2015 (ISBN 978-2-7578-5426-6, lire en ligne)
- Jean-Jacques Courtine, Histoire de la virilité, Seuil, 2011 (ISBN 978-2-02-098067-8, lire en ligne)
- David D. Gilmore, Manhood in the Making. Cultural Concepts of Masculinity, Yale University Press, 1990
- Ivan Jablonka, Des hommes justes. Du patriarcat aux nouvelles masculinités, Seuil, 2019.
- Lajeunesse, L. S. (2008). L'épreuve de la masculinité. Béziers: H&O édition.
- McKay, J., & Laberge, S. (2006). Sport et masculinités. CLIO. Histoire, femmes et sociétés (23, Le genre du sport), p. 239-267.
- Messner, M. A. (2007). Out of play. Critical essays on gender and sport. New York: Sate University of New York Press.
- Pfister, G. (2006). Activités physiques, santé et construction des différences de genre en Allemagne. CLIO, Histoire, Femmes et Sociétés no 23, 45-73.
- Phillips, D. (2009). « Masculinity studies ». Dans J. O'Brien, Encyclopedia of gender and society (p. 512-516). Californie: SAGE Publication.
- Reeser, Todd W. (2010) Masculinities in Theory: An Introduction, Wiley-Blackwell.
- Richard, R. & Dugas, E. (2012) « Le genre en jeu. De la construction du genre dans les interactions en tennis de table », SociologieS [en ligne], Théories et recherches, mis en ligne le 9 mai 2012.
- Lynne Segal, Slow Motion: Changing Masculinities, changing Men, Virago Press, 1990 (and by Palgrave en 2007).
- (en) Egodi Uchendu, Masculinities in Contemporary Africa, African Books Collective, 2008 (ISBN 978-2-86978-227-3, lire en ligne).
- Welzer-Lang, D. (2008). Les hommes et le masculin. Paris: Payot & Rivages.
- Welzer-Lang, D. (1994). L'homophobie : la face cachée du masculin. Dans d. Welzer-Lang, P. Dutey, & M. Dorais, La peur de l'autre en soi (p. 13-88). Montréal: V.L.B. éditeur.
- Welzer-Lang, D. (2000). « Pour une approche proféministe non homophobe des hommes et du masculin ». Dans D. Welzer-Lang, Nouvelles approches des hommes et du masculin (p. 109-138). Toulouse: Presses universitaires du Mirail.
- Bhasin, Kamla (en). « Exploring masculinity »  (ISBN 9788188965007).
- Lacroix, X. (1993). Homme et Femme, l’insaisissable différence, éditions du Cerf.
- Gabard, J. (2011). Le féminisme et ses dérives - Rendre un père à l'enfant-roi, Paris, Les Éditions de Paris.

#### Revues et articles
- Christophe Broqua (dir.) et Anne Doquet (dir.), « Masculin pluriel », Cahiers d'études africaines, vol. 53, nos 209-210,‎ 28 mai 2013 (ISSN 0008-0055 et 1777-5353, DOI 10.4000/etudesafricaines.14455, lire en ligne, consulté le 5 mai 2023).
- Kalampalikis Nikos et Buschini Fabrice, « La contraception masculine médicalisée : enjeux psychosociaux et craintes imaginaires », Nouvelle revue de psychosociologie 2/2007 (no 4).
- Oudshoorn Nelly, « Contraception masculine et querelles de genre », Cahiers du genre, no 25, 1999b.
- Jaspard Maryse, Sociologie des comportements sexuels, Paris, La Découverte, 2005.
- Revue Sciences Humaines :
  - « Hommes/ femmes, quelles différences ? », no 146, 2004.
  - « Masculin-féminin », no 42, 1994.